# Chevilly (Francia)
Chevilly è un comune francese di 2 467abitanti situato nel dipartimento del Loiret nella regione del Centro-Valle della Loira.

## Società

### Evoluzione demografica
Abitanti censiti